# ولید ابوالخیر
ولید ابوالخیر (به عربی: وليد أبوالخير) وکیل، فعال حقوق بشر، مؤسس و رئیس سازمان دیده‌بان حقوق بشر در عربستان سعودی است. در تاریخ ۶ ژوئیهٔ ۲۰۱۴ دادگاهی در عربستان سعودی ابوالخیر را به ۱۵ سال زندان محکوم کرد. بنا بر گزارش دیده‌بان حقوق بشر، دادگاه این حکم را بر اساس اتهامات مبهم و در واکنش به فعالیت‌های بشردوستانهٔ وی و نیز انتقادات مسالمت‌آمیزش از مقامات عربستان در رسانه‌های خبری و در شبکهٔ اجتماعی توییتر صادر کرده‌است. بر اساس حکم صادرشده، ۵ سال از ۱۵ سال محکومیت زندان ابوالخیر تعلیقی است، اما این حکم، علاوه بر زندان، ۱۵ سال ممنوعیت خروج از کشور پس از پایان دوران محکومیت و پرداخت جریمهٔ سنگین نقدی را نیز دربردارد.
ولید ابوالخیر در طول دوران کاری خود وکالت بسیاری از قربانیان نقض حقوق بشر را بر عهده گرفته‌است. از موکلان سابقش می‌توان از رائف بدوی، وبلاگ‌نویس به‌نام سعودی و فعال حقوق بشر نام برد.

## جایزه‌ها و افتخارها
- جایزهٔ اولاف پالمه در سال ۲۰۱۲

(این جایزه در بزرگداشت مبارزات پر قدرت، فداکارانه و پایدار وی در ترویج احترام به حقوق بشر و نیز حقوق مدنی زنان و مردان در عربستان سعودی به وی اهدا گردید.)